# Rilassamento
Il termine rilassamento è un termine molto familiare, tanto che il senso comune è sufficiente per intuirne immediatamente il significato. Tuttavia risalire ad una precisa definizione operativa di che cosa sia non è altrettanto semplice.

## Definizioni
Una prima definizione potrebbe essere di tipo negativo: il rilassamento non è uno stato di tensione. D'altra parte anche la tensione può essere definita come assenza di rilassamento. L'evidente rischio di una definizione negativa è un'infruttuosa circolarità esplicativa.
Sul vocabolario della lingua italiana alla voce rilassamento vengono indicati due differenti significati: da un lato “allentamento e decontrazione” che si riferiscono alla sola componente muscolare dello stato, e dall'altro “distensione psichica, serenità e svago” che si riferiscono invece alla componente psicologica.
In sintesi si può sostenere che il rilassamento si riferisce ad un particolare stato psicofisico, caratterizzato da modificazioni specifiche dell'attività dell'organismo da un lato (la principale è la riduzione della tensione muscolare) e da sensazioni psichiche percepite introspettivamente come benessere, serenità e tranquillità dall'altro. Un tale stato può sia predisporre ad un'azione efficace ed efficiente sia migliorare lo stato psicofisico dell'individuo.

## Misurazione del rilassamento
È possibile distinguere fra misure di carattere oggettivo e misure di carattere soggettivo.

### Misure oggettive
Le misure principali indicative del raggiungimento di uno stato di rilassamento sono quelle fisiologiche. In primis la risposta galvanica cutanea (o Galvanic Skin Reaction, GSR), ma anche l'elettroencefalografia (EEG) e l'elettromiografia (EMG).
Il GSR si riferisce alle modificazioni delle proprietà elettriche della pelle (in particolare resistenza cutanea e conduttanza cutanea) a livello di alcune zone specifiche del corpo, come ad esempio le dita delle mani. Le ricerche psicofisiologiche sulle variazioni GSR hanno evidenziato significative modificazioni durante compiti sia motori che intellettivi. Durante lo stato di rilassamento viene classicamente riportato un aumento della resistenza cutanea.
L'EEG permette di avere un'idea dell'attività generalizzata della corteccia cerebrale, attraverso una dozzina di elettrodi posizionati sulla testa in punti standard. Un sistema di amplificazione e di registrazione produce simultaneamente una serie di tracce, corrispondenti alle variazioni di voltaggio fra le coppie di elettrodi. L'EEG permette di discriminare tra ritmi α, β, δ e θ.
L'EMG di superficie misura l'attività elettrica muscolare, cioè il potenziale di campo elettrico risultante dalla sovrapposizione dei potenziali d'azione delle singole fibre muscolari, attive entro un raggio massimo di 15 mm di distanza dagli elettrodi. Durante lo stato di rilassamento si registra normalmente una diminuzione dell'attività muscolare e dei tracciati elettromiografici dei muscoli corrispondenti.
Altre risposte fisiologiche possono essere utilizzate e sono indici altrettanto validi dello stato di rilassamento e sono il consumo di ossigeno, la frequenza respiratoria, la frequenza cardiaca, la pressione sanguigna e la temperatura corporea. La maggior parte di questi parametri si riduce sensibilmente durante lo stato di rilassamento.

### Misure soggettive
Altrettanto importanti e indicative sono le misure soggettive, come la raccolta di dati introspettivi circa le sensazioni avvertite dalle persone durante il rilassamento. Tipicamente vengono riportate sensazioni di pace, calma, tranquillità, leggerezza o al contrario pesantezza. Anche se alcuni studiosi, ad esempio lo psicofisiologo Edmund Jacobson, sottolineano come spesso una sensazione introspettiva di rilassamento non corrisponda ad un effettivo stato di rilassamento muscolare. 
In ambito terapeutico può essere utile aiutare una persona ad interiorizzare il criterio di misura della propria tensione prima del rilassamento. Si può ad esempio collocare convenzionalmente la sensazione soggettiva di tensione lungo una scala che va da zero a cento, dove cento rappresenta la sensazione massima di tensione e zero quella nulla o la minima possibile.

## Metodi e tecniche di relax
Facendo invece riferimento alla dettagliata analisi proposta da Michael J. Alter, MS in educazione alla salute alla Florida International University, è possibile distinguere cinque differenti categorie di metodi per la facilitazione del rilassamento:
- approccio somatico o fisico;
- modalità fisiologiche terapeutiche;
- approccio cognitivo;
- biofeedback;
- utilizzo di sostanze farmacologiche.

### Approccio somatico
Appartengono a questa categoria tecniche specifiche di stretching, di respirazione e di movimento, il massaggio, l'acupressione, la manipolazione e l'aggiustamento chiropratico.

### Modalità fisiologiche terapeutiche
Queste tecniche sfruttano le proprietà di supporti esterni quali il freddo, il calore, i raggi laser, la trazione o gli aghi.

### Approccio cognitivo
Appartengono a questo tipo di approccio le tecniche mentali, che non si avvalgono di supporti fisici esterni come nel caso delle tecniche somatiche e fisiologiche. In alcuni casi però alcune di queste tecniche sono il risultato di una combinazione con gli approcci somatici. È bene precisare che all'approccio cognitivo appartengono tecniche che spesso differiscono fra loro nella metodica, ma non nella teoria o nei principi sottostanti. Fra le varie tecniche ricordiamo il Rilassamento Muscolare progressivo di Jacobson, la Relaxation Response di Benson, il Metodo dei Riflessi Opposti di Meadel, il Rilassamento D.A.C. di Dumont-Abrezol, il Rilassamento Dinamico secondo Caycedo, il Rilassamento Frazionato di Vogt, il Training autogeno, la Tecnica naturale antistress. A questo tipo di tecniche si possono associare anche la meditazione trascendentale ed altre versioni di meditazione con fini non espressamente religiosi o filosofici.

### Biofeedback
Si tratta di tecniche che si avvalgono di speciali apparecchiature che restituiscono un feedback istantaneo di eventi fisiologici interni ad un soggetto, ad esempio la frequenza cardiaca (HR) o la variabilità della frequenza cardiaca (HRV), ma anche la risposta galvanica cutanea (GSR) o l'EEG, attraverso dispositivi visivi o acustici. Attraverso questi dispositivi le persone possono rendersi conto e manipolare direttamente le proprie funzioni vitali, semplicemente concentrandosi sui segnali elettronici che indicano il loro livello di attivazione.

### Utilizzo di sostanze farmacologiche
Esistono numerosi medicinali che riducono la tensione e facilitano il rilassamento, in alcuni casi non senza potenziali rischi.
Fra queste ricordiamo i farmaci miorilassanti, che vengono utilizzati per ridurre gli spasmi muscolari cronici o la spasticità da sclerosi multipla o da altri danni neurologici. Agiscono principalmente sul sistema nervoso centrale, differendo pertanto nel meccanismo d'azione dai miorilassanti utilizzati in anestesia che bloccano la trasmissione a livello della placca neuromuscolare.

## Vantaggi
I benefici del rilassamento si riscontrano in tre aree principali della salute: salute mentale, fisica e fisiologica. Può risollevare l'umore o indurre il sonno. Tutti questi elementi possono contribuire a prolungare e migliorare la vita.

### Mental
La salute mentale è molto importante e bisogna lavorarci ogni giorno. Il rilassamento può aiutare a risolvere molti dei disturbi che possono verificarsi nella salute mentale di una persona. Chi pratica le tecniche di rilassamento ha un umore più alto e livelli di ansia più bassi. Chi è rilassato ha processi di pensiero molto più lenti e chiari rispetto a chi non è rilassato; ciò può essere evidenziato da un EEG. È noto che il rilassamento può contribuire a ridurre lo stress. Riducendo lo stress, una persona può contribuire a ridurre gli effetti negativi dello stress sull'organismo.

### Fisico
Anche la salute fisica è qualcosa su cui lavorare ogni giorno, che si tratti di fare esercizio fisico, mangiare sano o rilassarsi. Quando una persona è rilassata, la pressione sanguigna, la frequenza cardiaca e la frequenza respiratoria diminuiscono. Ciò significa che il cuore di una persona non batte così velocemente e la respirazione diventa superficiale, dando al corpo il tempo di riposare. In questo modo si riduce lo stress aggiuntivo che può verificarsi nel corpo a causa di uno sforzo eccessivo. La tensione muscolare si riduce.

### Fisiologico
Anche per quanto riguarda il sistema nervoso, il rilassamento può svolgere un ruolo importante. La persona passa da un atteggiamento attivo e vigile, cioè simpatico, a uno parasimpatico, cioè di riposo e digestione. Quando si rilassano, il corpo ha il tempo di mettersi in pari con il resto dell'organismo. Una persona non deve preoccuparsi di correre perché sta ferma e permette di "riposare e digerire". Il sistema immunitario a volte trae beneficio da un maggiore rilassamento, motivo per cui il rilassamento può essere considerato come parte del trattamento per i pazienti affetti da AIDS e cancro.